# Liste der Monuments historiques in Amathay-Vésigneux
Die Liste der Monuments historiques in Amathay-Vésigneux führt die Monuments historiques in der französischen Gemeinde Amathay-Vésigneux auf.

## Liste der Immobilien
| Bezeichnung     | Beschreibung           | Standort                          | Kennzeichnung | Schutzstatus | Datum | Bild           |
| --------------- | ---------------------- | --------------------------------- | ------------- | ------------ | ----- | -------------- |
| Monumentalkreuz | Stein, 15. Jahrhundert | Vésigneux, rue de l’Église (Lage) | PA00101437    | Classé       | 1910  | weitere Bilder |

## Liste der Objekte
| Bezeichnung | Beschreibung                                                                      | Standort                                  | Kennzeichnung | Schutzstatus | Datum | Bild |
| ----------- | --------------------------------------------------------------------------------- | ----------------------------------------- | ------------- | ------------ | ----- | ---- |
| Beichtstuhl | Holz, bezeichnet 1755                                                             | Vésigneux, in der Kirche St-Martin (Lage) | PM25000023    | Classé       | 1985  |      |
| Tabernakel  | Holz, vergoldet, um 1681, Pierre-Étienne Monnot zugeschrieben                     | Vésigneux, in der Kirche St-Martin (Lage) | PM25000024    | Classé       | 1934  |      |
| Kanzel      | Eichenholz, erste Hälfte des 18. Jahrhunderts                                     | Vésigneux, in der Kirche St-Martin (Lage) | PM25000025    | Classé       | 1975  |      |
| Kelch       | Silber, Anfang des 19. Jahrhunderts, Goldschmied Pierre-Augustin-François Jacquet | Vésigneux, in der Kirche St-Martin (Lage) | PM25001774    | Inscrit      | 2005  |      |